# Hypocoela peyrierasi
Hypocoela peyrierasi là một loài bướm đêm trong họ Geometridae.